# Benjamin Höijer
Benjamin Karl Henrik Höijer, född 1 juni 1767 på Lilla Klingsbo i Stora Skedvi socken i Dalarna, död 13 juni 1812 i Uppsala, var en svensk universitetslärare och kantiansk filosof.

## Utbildning
Benjamin Höijer gick i skolan i Västerås och fick sitta kvar två år. Han inskrevs som student vid Uppsala universitet 1783, där han förvärvade kunskaper i den grekiska och romerska litteraturen, historien och nyare tiders vitterhet för Jacob Fredrik Neikter, men i synnerhet studerade filosofi, efter att ha inspirerats av Daniel Boëthius föreläsningar om Kant. Höijer var professor i endast tre år, efter att länge ha betraktats som farlig politisk oliktänkande under det gustavianska enväldet. Han har beskrivits som en av Sveriges skarpsinnigaste tänkare.

## Höijers karriär
År 1788 tog Höijer magistergraden och blev 1789, efter att ha utgivit avhandlingen Quid artibus elegantioribus mores debeant, kallad till docent i praktisk filosofi. År 1790 lät han dock skriva in sig vid Kanslikollegium i Stockholm, men återvände redan 1791 till Uppsala.
Åren 1795–1798 var han verksam i G.A. Silverstolpes Litteraturtidning och Journal för svensk litteratur, 1798 blev han utnämnd till adjunkt i teoretisk och praktisk filosofi, sedan han kort förut gjort en resa till Danmark och Tyskland och då gjort bekantskap med Klopstock och blivit vän med Reinhold samt i synnerhet med Fichte och Schelling.
År 1799 uppfördes Höijer enhälligt på första förslagsrummet till professuren i teoretisk filosofi som blivit ledig efter Per Niklas Christiernin. Han hade speciminerat till denna med inledningen till Om den philosophiska constructionen, men blivit förbigången.

### Frivillig exil
Befordringsfrågan åtföljdes av vissa obehagligheter. För att undkomma dessa företog Höijer 1800–1802 en ny resa, på vilken han ett helt år vistades i Paris, besökte Schweiz och uppehöll sig en längre tid i Berlin. I denna stad fann han de ideella intressen, som han förgäves sökt i Paris, umgicks förtroligt med Fichte, gjorde bekantskap med Tieck och bröderna Schlegel med flera. Under sin frånvaro i utlandet sökte han utan framgång en professur vid Kungliga Akademien i Åbo. Samma öde vederfors honom efter återkomsten till Sverige vid ansökningen av fyra professurer och två lektorstjänster. Först efter statsvälvningen 1809 befordrades han till professor i teoretisk filosofi vid Uppsala universitet.

### Politisk förföljelse
Orsaken till att en så betydande vetenskapsman som Höijer inte kunde nå högre än sin plats som filosofie adjunkt under nio år finns att söka i skuggrädslan hos Gustav IV Adolf tillsammans med vissa förhållanden vid Uppsala universitet under 1790-talet. Där hade såväl bland universitetets yngre lärare som bland de äldre studenterna bildats en mängd föreningar, som var ett slags efterapning av revolutionens klubbar i Paris. Dock var de flesta av dem inte av politisk natur, utan hade endast nöjet till syfte. Men de råkade i vanrykte därför att i dessa ansågs såra den estetiska och moraliska känslan.
Endast en enda av dessa föreningar, "Juntan", för vilken Höijer stod i spetsen, hade en djupare och allvarligare betydelse. Lorenzo Hammarsköld säger om denna förening, "att den allvarligare anda, de djupare åsikter om vetenskap och konst, den ökade ifvern för verklig lärdom, den vidsträcktare bekantskapen med Tysklands rika litteratur, som under de senare tjugu åren alltmer utvecklat och stadfäst sig vid Uppsala lärosäte, äro det lämnade arfvet af denna förening".

### Juntan
Att detta oaktat Juntan blev ansedd för att vara en "plantskola för jakobinism och de brottsligaste grundsatser", berodde på att det obestridligen ingick ett politiskt element i föreningen. Juntans ändamål var nämligen inte endast, som Israel Hwasser påstår, att sammansmälta den kantianska filosofin med franska revolutionens grundsatser, utan dess medlemmar – Carl von Rosenstein, Gustaf af Wetterstedt, Hans Järta, Erik Abraham Almqvist, G.A. Silverstolpe, Marcus Wallenberg med flera – samlades för att utbyta tankar även i politiska ämnen, och de hyste ett intresse för politisk frihet som de var rädda för att uttrycka offentligt.
Hos regeringen, som var uppskrämd av franska revolutionen, framställdes Höijer som en farlig person, som borde förhindras att stiga högre på den akademiska banan. Och då det dessutom var bekant att Höijers filosofiska åsikter var besläktade med Fichtes användes detta som ett medel för att hos Gustav IV Adolf utmåla Höijer även som en ateist.

### Höijers politik
I själva verket var Höijer i sina politiska åsikter fjärran från alla ytterligheter. Om detta vittnar inte bara åtskilliga recensioner som han författat i Silverstolpes Litteraturtidning, utan även hans intressanta översikt av skrifter som hörde till franska revolutionen. Dessa uppsatser visar på ett otvetydigt sätt att, även om Höijer inte var någon vän av den absoluta monarkin (och således inte av det dåvarande regeringssättet i Sverige), han ännu mindre var anhängare av demokratin, och att hans politiska ideal var en konstitutionell monarki.
Och om han under ett tidigare skede av sitt liv gjort sig skyldig till några illusoriska föreställningar i avseende på franska revolutionen och de män som var ledande i denna, försvann dessa föreställningar fullständigt under hans vistelse i Paris, efter vad man finner bland annat av hans Underrättelser om Frankrike på stället egenhändigt uppsatte (utgivna av Magnus Jacob Crusenstolpe i Portefeuillen).

### Rehabiliterad efter statsvälvningen
Han blev inte bara förbigången; man inskränkte även på allt sätt hans verksamhet på den plats, som han redan innehade. Sålunda vägrades det honom att hålla offentliga föreläsningar över den sköna konstens filosofi, och hovkanslersämbetet avslog hans 1806 inlämnade ansökning om tillstånd att få utge en litterär tidskrift, som skulle sysselsätta sig endast med utländsk vetenskap och konst samt inte vidröra politiska och religiösa ämnen.
Sedan Höijer fått den efterlängtade professuren, blev han efter en tid missbelåten med sin ställning, och på sina sista dagar började han längta från Uppsala. En orsak därtill var bland annat de misshälligheter, som uppstod mellan honom och åtskilliga av hans ämbetsbröder till följd av den häftighet och det anspråk på överlägset omdöme, varmed han i det akademiska konsistoriet ofta sökte att göra sin mening gällande.
Höijer hör till de personligheter som genom den hos dem förekommande egendomliga blandningen av egenskaper är svåra att rätt uppfatta och bedöma. Om hans överlägsna teoretiska begåvning är alla ense. Jämte det starka, genomträngande förstånd, som kallade honom till lagstiftare inom vetandets värld, ägde han en fast vilja, vilken inte tröttnade att fullfölja det mål, som han en gång föresatt sig. Därtill kom ett oförfärat mod, vilket inte tvekade att dra följderna ur de grundsatser, som han funnit sig böra omfatta.

## Personliga egenskaper
Med dessa egenskaper förenade sig en självkänsla, som överskred tillbörlighetens gränser. Under det han, då frågan var om honom själv, röjde ömtålighet och snarstuckenhet, yttrade han sig ofta skoningslöst om personer och förhållanden, vilket kan förklaras dels emedan motgångarna förbittrat hans lynne, dels emedan han hos sin omgivning såg prov på föraktlig feghet och kryperi för despotismen. Ingen, som gjort sig förtrogen med Höijers skrifter och den anda, varav dessa är genomträngda, kan dock betvivla att han med sina fel förenade en sann, inte bara tankens och fantasiens, utan även karaktärens lyftning och att han innerst var besjälad av det gedignaste intresse inte endast för vetandet, utan för alla mänsklighetens högre angelägenheter. Denna karaktärens lyftning röjer sig även i den djupa fosterlandskärlek, som förmådde honom att under perioden för hans förödmjukelser inte följa de uppmaningar, som ställdes till honom att söka sig någon plats vid ett tyskt universitet.

## Akademisk verksamhet
Som föreläsare har Höijer framhållits som en av de förnämsta som någonsin funnits vid Uppsala universitet. "Hans talade prosa var", efter vad Atterbom intygar, "hart när den mästerligaste, som från någon kateder kan höras". Det oaktat grundlade han ingen egentlig filosofisk skola. För grundläggandet av en sådan var den tid, under vilken han verkade som professor, alltför kort. Dock hade han flera utmärkta lärjungar, såsom Erik Gustaf Geijer, vilken säger sig egentligen ha honom att tacka för hela sin vetenskapliga bildning.

## Höijers filosofi
Höijer betraktades länge som den främste bland Sveriges filosofer. Hans självständighet som tänkare och hans plats inom den svenska filosofins historia torde kortast kunna betecknas så, att han successivt anteciperar Fichtes, Schellings och Hegels grundtankar och likasom i mindre skala genomlöper den utveckling, som de nämnda tyska filosoferna i rikare form och på ett mera omfattande sätt genomgick. Höijer hänvisar till och med i sitt sista utvecklingsskede på en ståndpunkt, som ligger högre än Hegels.

### Kant
Höijer utgår ytterst från Kant, vilken han betraktar som den främste bland filosofer, men han fann snart nödvändigheten av att söka övervinna den dualism, den motsats mellan två med varandra icke sammanhängande principer, vari den kantianska åsikten upplöser sig. Ehuruväl nämligen Kant grundlade idealismen därigenom, att han omvände den gamla föreställningen om förhållandet mellan subjekt och objekt samt lät objekten bero av subjektet, så stannade han dock på halva vägen i det avseendet, att han ur subjektet blott förklarade kunskapens form, men däremot härledde dess innehåll ur en utom medvetandet liggande verklighet (ett obekant så kallat ting i sig).

### Fichte
Denna brist hos Kant sökte nu visserligen Fichte avhjälpa därigenom, att han – bortkastande Kants "ting i sig" – yrkade, att medvetandet vore grund inte endast till kunskapens form, utan även till dess innehåll eller objekt; men dock återkom dualismen hos Fichte, ehuru i en annan form än hos Kant. Fichte – av vilken varje medvetandets innehåll eller objekt betraktas som en inskränkning av medvetandet – antog nämligen, att den inskränkning, varigenom det rena eller obestämda "jaget" (medvetandet) skulle vinna ett innehåll, ytterst måste förklaras ur en obegriplig, utifrån skeende impuls, genom vilken jaget hämmades i sin utåtgående rörelse och drevs tillbaka mot utgångspunkten.

### Höijers kritik av Fichte
Svagheten i detta Fichtes föreställningssätt insågs av Höijer, vilken förklarade att det låg i medvetandets begrepp att ha sin gräns inom sig själv eller att vara den verksamma enhet, som utgjorde det gemensamma i subjektet och objektet, jaget och icke-jaget, anden och naturen, och lika ursprungligt yttrade sig i bägge dessa motsatser. Genom denna lära, som Höijer framställde redan i avhandlingen Om anledningen, hufvudinnehållet och de senare framstegen och förbättringarna af den kritiska filosofien, anteciperade han den ståndpunkt, som bestämt intogs av Schelling i System des transscendentalen Idealismus och som ligger till grund för dennes så kallade identitetssystem.
Den nämnda överensstämmelsen mellan Höijer och Schelling utesluter emellertid inte att betydande olikheter finns dem emellan både med avseende på naturfilosofins plats inom systemet och i uppskattningen av den praktiska verksamheten, som Höijer med Kant och Fichte fattar som den högsta yttringen av andens liv. Till dessa skiljaktigheter sluter sig även sådana som beror på att Höijer inte förmår att bringa vissa av sina grundtankar till fullt samma klarhet som Schelling.
I sin avhandling Om den philosophiska constructionen bekämpade Höijer Kants åsikt att en konstruktion av begreppen skulle vara möjlig endast i matematiken och sökte uppvisa dess berättigande även i filosofin, som därvid utgår från jaget, det där såsom verkligt måste i sig innehålla även objektet. I uppsatsen Om åskådning och i avhandlingen De systemate" vänder Höijer sig kritiskt inte bara mot Schellings identitetsfilosofi, utan också mot sin egen därmed på det närmaste besläktade tidigare filosofiska ståndpunkt. Det är här han till och med pekar ut över Hegels ståndpunkt, i det han söker uppvisa en ursprunglig mångfald inom det absolutas väsen.

## Estetik
En särskild uppmärksamhet förtjänar även Höijers estetiska åsikter, så mycket mera som han till och med tidigare än Solger – vilken vanligtvis anses vara den förste på detta område – uppställt ett estetiskt system eller en fullständigare teori över det sköna och konsten. Denna teori utmärker sig inte bara genom en prisvärd enkelhet i den systematiska anordningen, utan även genom en utredning av de estetiska grundbegreppen, som, hur mycket den än kan lämna övrigt att önska, likväl till en betydlig del äger sanning och giltighet för alla tider. Mest ny och originell visar sig Höijers lära om det komiska och om den estetiska kompositionen.

## Familj
Benjamin Höijer föddes i en månghövdad släkt som kan spåras till Arboga under slutet av 1500-talet och var verksam inom prästståndet och borgarståndet. Fadern Henric Höijer av släkten Höijer var prost i Stora Skedvi och Kumla socknar, och farfadern och farbröder var postmästare i Västerås; farfars far Israel Höijer var rektor i Västerås och farfars mor var syster till Abraham Hülpers. Modern Sophia Brenner född i släkten de Brenner var sondotter till Sophia Elisabet Brenner och Elias Brenner. Benjamin Höijer var föräldrarnas första barn, och nöddöptes efter en dramatisk förlossning som tog moderns liv inom en vecka. Fadern gifte om sig, och fick en son i det nya äktenskapet, Joseph Otto Höijer, som på sin ålderdom skulle sammanställa Benjamin Höijers Samlade skrifter. Höijer själv förblev ogift. Han ligger begraven på Uppsala gamla kyrkogård.